# 于贝尔·韦德里纳

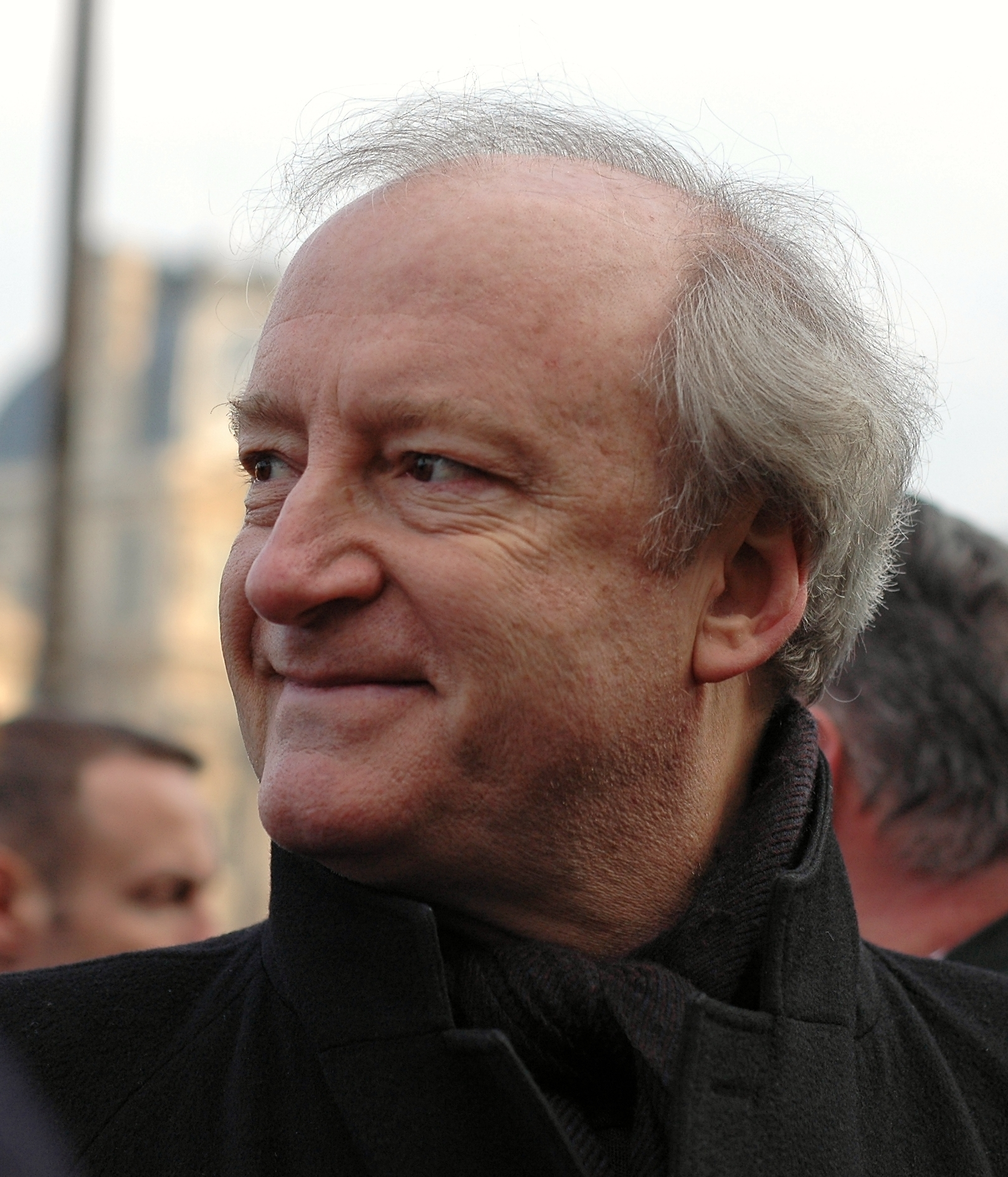
于贝尔·韦德里纳

于贝尔·韦德里纳（法語：Hubert Védrine，本地發音：[ybɛʁ vedʁin] ⓘ；1947年7月31日—），法国外交部长。

## 生平
生于法国的圣西尔万贝勒加德。1971年加入社会党。1974年从法国国立行政学院毕业后，先在文化部任特派员，后调到环境部任局长，一年后被调到外交部对外文化关系局担任中东问题协调人。1981年5月进入爱丽舍宫，与密特朗总统共事十年，先后任密特朗总统的外交顾问和总统府发言人。1993－1995年在“左右共处”时期任爱丽舍宫秘书长。1995年离开爱丽舍宫后，在一家专门处理国际纠纷的律师事务所担任律师。

## 职业经历
- 1997.06.04 - 2002.05.06 外交部长

## 著作
- 《弗朗索瓦·密特朗的世界（法语：Les Mondes de François Mitterrand）》